# ニコライ・クリュコフ (体操選手)
イコライ・ヴヤチェスラヴァヴィチ・クリュコフ（ロシア語: Николай Вячеславович Крюков、1978年11月11日 - ）は、ヴォロネジ生まれのロシアの体操競技選手。オリンピックに3度出場し、1996年アトランタオリンピックでは団体総合優勝、中国の天津市で開催された1999年世界体操競技選手権では、個人総合優勝を遂げた。

## 栄誉
- ロシア栄誉スポーツマスター（ロシア語版）
- 祖国貢献勲章（ロシア語版） 第二級（1997年）- 1996年のオリンピックにおける国家への貢献と、優れた成果に対して[1]
- 祖国貢献勲章 第一級（2002年）- 身体文化・スポーツの発展、人民の友好と協力に貢献したことに対して[2]